# Pjatychatky (Dněpropetrovská oblast)
Pjatychatky (ukrajinsky П'ятихатки; rusky Пятихатки, Pjatichatki) jsou město v Dněpropetrovské oblasti na Ukrajině. Po administrativně-teritoriální reformě v červenci 2020 patří do nově vzniklého Kamjanského rajónu, do té doby bylo centrem Pjatychatského rajónu. V Pjatychatkách žije přibližně 17 tisíc obyvatel.

## Doprava
Z místního nádraží jezdí vlaky mimo jiné do Kyjeva, Dnipra a Doněcku. Přes město vede evropská silnice E50. Maršrutky z Pjatychatek jezdí do okolních měst a vesnic, jako je například Žovti Vody, Vyšneve a Bohdano-Nadeždivka.

## Dějiny
Dějiny Pjatychatek začínají v roce 1886, kdy bylo u zdejší železniční stanice postaveno pět domů.
V letech 1932 a 1933 byly Pjatychatky postiženy velkým ukrajinským hladomorem.
Dne 13. srpna 1941 obsadila město německá armáda a stalo se součástí říšského komisariátu Ukrajina. Během války pak bylo jako železniční uzel pro německou armádu logisticky velmi důležité. Rudá armáda město dobyla zpět 19. října 1943 v rámci druhé fáze bitvy na Dněpru.
V roce 1962 došlo k elektrifikaci železniční tratě Znamjanka–Pjatychatky.

### Rodáci
- Vadym Anatolijovyč Jevtušenko (*1958), sovětský fotbalista a ukrajinský fotbalový trenér